# Tractat de Saint-Germain-en-Laye

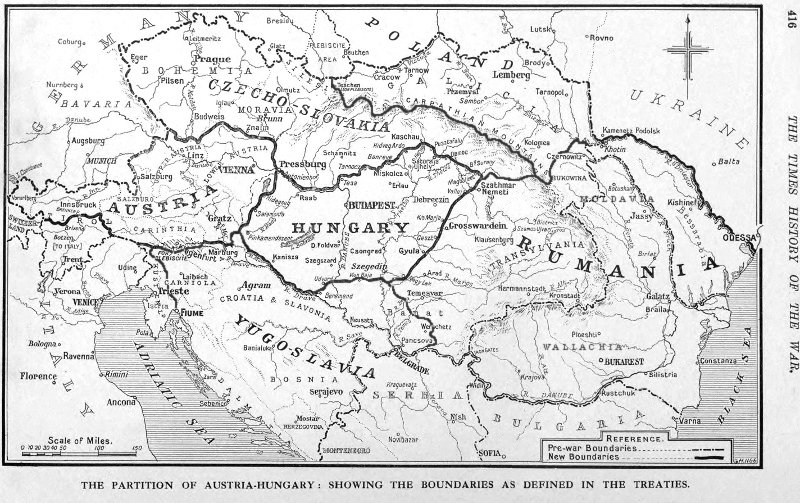
Repartiment de l'Imperi Austrohongarès segons els tractats de Saint-Germain-en-Laye i del Trianon.

El Tractat de Saint-Germain-en-Laye fou l'acord internacional signat al castell de la població homònima, propera a París, el 10 de setembre de 1919, com a resultat de l'assemblea reunida per a tractar les condicions de pau després de la Primera Guerra Mundial entre les potències aliades vencedores i l'Imperi Austrohongarès. Atès que aquest ja havia estat desmembrat per la declaració d'independència d'Hongria el 16 de novembre de 1918, les qüestions a debatre es limitaren al cas d'Àustria, país que tanmateix fou exclòs de les negociacions i obligat a signar el tractat final.
Ela països signataris del tractat foren, a més d'Àustria, les potències aliades (el Regne Unit, França, Itàlia, els Estats Units i el Japó) i les denominades "potències associades" (Bèlgica, Cuba, Grècia, Nicaragua, Panamà, Polònia, Portugal, Romania, Tailàndia, Txecoslovàquia, Xina i el Regne dels Serbis, Croats i Eslovens -la futura Iugoslàvia-). El tractat fou redactat en francès -la llengua d'interpretació en cas de discrepàncies-, anglès, italià i rus, però no en alemany.
El tractat establia en nom oficial del país vençut, Àustria (Österreich), al qual se li prohibia expressament l'Anschluss (reagrupament amb Alemanya), la fabricació i el comerç d'armament i la constitució d'un exèrcit de lleva (se li autoritzava un exèrcit professional limitat a 30.000 homes). Alhora se l'obligava a pagar als aliats quantioses indemnitzacions i a restituir-los nombroses obres d'art del tresor imperial dels Habsburg, encara que moltes d'elles fossin a Àustria des de feia segles i haguessin estat adquirides legítimament.
Quant als territoris, foren sostrets a Àustria els següents:
- La Galítsia, atorgada a Polònia en contra de la voluntat majoritària dels seus habitants, de nació rutena, que volien ser agregats a Ucraïna.
- Bohèmia, Moràvia i algunes zones de la Baixa Àustria, reunides en el nou estat de Txecoslovàquia juntament amb el territori germanòfon dels Sudets.
- El Tirol del Sud, el territori de Trento, la Vall de Canale, diverses illes de Dalmàcia i les ciutats de Trieste i Zara, que foren atorgats a Itàlia. Això comportava que Àustria perdés tota sortida al Mar Mediterrani.
- La Bucovina, lliurada a Romania.
- Algunes comarques d'Estíria i de Caríntia, que passaren al Regne dels Serbis, Croats i Eslovens.
- Els drets sobre l'enclavament de Tientsin, que foren restituïts a la Xina

S'establí la celebració d'un referèndum a la ciutat de Klagenfurt per a decidir la seva permanència a Àustria i el seu pas a Eslovènia. El plebiscit, celebrat el 10 d'octubre de 1920, decidí de continuar austríaca.
Aquestes modificacions, més l'agregació de l'hongarès Burgenland decidida pel Tractat del Trianon, conformaren els territoris de l'actual República Federal d'Àustria.